# Dmitrij Poljanskij (triatleta)
Dmitrij Andreevič Poljanskij (in russo Дмитрий Андреевич Полянский?; Železnogorsk, 19 novembre 1986) è un triatleta russo.

## Carriera
Tra i suoi principali risultati conseguiti in carriera la medaglia di bronzo nella serie dei mondiali di triathlon del 2012 alle spalle del britannico Jonathan Brownlee e dell'iberico Javier Gómez.
Ha vinto due medaglie d'argento nella categoria élite rispettivamente agli europei di Lisbona del 2016 e di Kitzbühel del 2014.
Nella categoria under 23 si è laureato campione europeo di triathlon nella competizione di Holten 2009 davanti all'italiano Alessandro Fabian e al connazionale Aleksandr Brjuchankov. Nella stessa categoria ha vinto anche due bronzi a Pontevedra nel 2011 e a Lisbona nel 2008
E', inoltre, salito sul gradino più basso del podio ai mondiali di aquathlon di Pontevedra del 2019.
In coppa del mondo ha vinto sette competizioni, in particolare Tiszaújváros nel 2009 e nel 2016, Tongyeong nel 2011 e nel 2012, Chengdu nel 2017, Astana e Karlovy Vary nel 2018. A queste vittorie ha aggiunto altri sei podi, tre volte secondo classificato e tre volte terzo.
Ha vinto, infine, cinque titoli nazionali sulla distanza olimpica, oltre a due secondi posti nel 2011 e nel 2015 e a due terzi posti nel 2009 e nel 2018.

## Titoli
- Campione europeo di triathlon under 23 -  2009
- Campione nazionale di triathlon - 2013, 2014, 2016, 2017, 2019